# Самара (заслон)
„Самара“ е туристически заслон в планината Витоша. Намира се под връх Самара в местността Седлото на 2062 метра надморска височина и до стълб номер 74 от зимната маркирова на маршрута от хижа „Кумата“ до Черни връх.
Представлява едноетажна каменна сграда с предверие и две стаи. Стопанисва се от Планинската спасителна служба – София, но не функционира по предназначение.

## Изходни пунктове
- заслон „Конярника“ – 45 минути

## Съседни туристически обекти
- Черни връх – 30 минути